# 綠綺新聲
《绿绮新聲》，古琴谱。明万历二十五年徐时琪著。

## 版本介绍
现版本为明刊丛书《夷門广牍》所收徐时琪的琴谱专集，北京图书馆藏。

## 作者介绍
徐时琪自称是终南山的人，有琴名，他的琴曲都有唱词，有德可能具有渊源，有的可能是他的创作，与嘉靖万历年间的名琴家徐南山不属同一人，不可不辨。

## 琴书内容
本书分三卷，無序跋，卷前仅刻曲目，徐氏小像，及五指名圖，卷内除一卷卷首有指法要论、論琴须知及弹琴启蒙外，其余都是琴曲谱，共收十三曲。